# Joseph Grafé
Joseph Henri Grafé (Namen, 6 juli 1857 - 8 december 1913) was een Belgisch volksvertegenwoordiger.

## Levensloop
Grafé was een van de zeven kinderen van Jean Grafé (1822-1884) en van Marie-Joséphine De Muyser (1823-1899). Hij trouwde in 1881 met Caroline Lecocq (1856-1936) en ze kregen zes kinderen.
Hij promoveerde tot doctor in de rechten en vestigde zich als advocaat in Namen. Hij werd onder meer de raadsman van de stad Namen.
Tegen het einde van de eeuw werd hij actief in de liberale partij. Hij werd verkozen tot gemeenteraadslid van 1895 tot 1903 en van 1907 tot aan zijn dood. Hij was vooral bekommerd om het openbaar onderwijs en om de toeristische aantrekkelijkheid van de stad.
Van 1898 tot 1912 was hij ook provincieraadslid.
In 1906 en in 1910 werd hij plaatsvervangend lid van de Kamer van volksvertegenwoordigers. Toen het effectieve lid, Gustave Lapierre, die het jaar voordien de overleden volksvertegenwoordiger Eugène Hambursin had opgevolgd, al na een jaar ontslag nam, werd Grafé begin 1813 de liberale volksvertegenwoordiger voor het arrondissement Namen. Nog hetzelfde jaar overleed hij. Hij werd opgevolgd door zijn neef Georges Honincks. 
Een paar weken na zijn overlijden besliste het stadsbestuur van Namen, ter zijner eer de Rue Verte om te dopen in Rue Grafé.